# Местные выборы в Киеве (2008)
Внеочередны́е вы́боры городско́го головы́ Ки́ева и депута́тов Ки́евского городско́го сове́та 2008 го́да — выборы городского головы Киева и Киевского городского совета, проведённые 25 мая 2008 года. Проходной барьер для партий и блоков в Киевраду составлял 3 % от числа избирателей, принявших участие в голосовании.

## Опросы на выходе из избирательных участков

### Выборы Киевского городского головы
| Леонид Черновецкий   | 35,1 | 32,0 | 34,97 |
| Александр Турчинов   | 20,5 | 20,3 | 20,29 |
| Виталий Кличко       | 19,6 | 19,8 | 16,38 |
| Виктор Пилипишин     | 8,8  | 9,1  | 7,59  |
| Николай Катеринчук   | 4,6  | 4,9  | 6,17  |
| Василий Горбаль      | 2,1  | 2,7  | —     |
| Александр Омельченко | 2,0  | 2,6  | 3,29  |
| Олег Тягнибок        | —    | 2,4  | —     |

### Выборы в Киевский городской совет
| Блок Леонида Черновецкого             | 28,2 | 25,7 |
| Блок Юлии Тимошенко                   | 23,6 | 23,4 |
| Блок Виталия Кличко                   | 12,3 | 12,7 |
| Блок Литвина                          | 10,8 | 10,4 |
| Гражданский актив Киева               | 4,4  | 4,3  |
| Блок Николая Катеринчука              | 3,6  | 3,9  |
| Партия регионов                       | 3,5  | 4,0  |
| Всеукраинское объединение «Свобода»   | —    | 3,0  |
| Блок Александра Омельченко            | —    | 2,6  |
| «Наша Украина — Народная самооборона» | —    | 2,1  |

## Результаты

### Выборы Киевского городского головы
Результаты досрочных выборов Киевского городского головы 25 мая 2008 года
| Кандидат        | Кандидат             | Партия/блок                         | Голоса    | %        | +/−      |
| --------------- | -------------------- | ----------------------------------- | --------- | -------- | -------- |
|                 | Леонид Черновецкий   | Блок Леонида Черновецкого           | 431 561   | 37,72 %  | ▲5,89 %  |
|                 | Александр Турчинов   | Блок Юлии Тимошенко                 | 218 670   | 19,13 %  | —        |
|                 | Виталий Кличко       | Блок Виталия Кличко                 | 205 316   | 17,97 %  | ▼5,73 %  |
|                 | Виктор Пилипишин     | Блок Литвина                        |           | 6,73 %   | —        |
|                 | Николай Катеринчук   | Блок Николая Катеринчука            |           | 4,43 %   | —        |
|                 | Василий Горбаль      | Партия регионов                     |           | 2,54 %   | —        |
|                 | Александр Омельченко | Блок Александра Омельченко          |           | 2,37 %   | ▼18,82 % |
|                 | Олег Тягнибок        | Всеукраинское объединение «Свобода» |           | 1,38 %   | —        |
|                 | Александр Пабат      | Гражданский актив Киева             |           | 1,35 %   | —        |
| Всего (52,02 %) | Всего (52,02 %)      | '                                   | 1 164 823 | 100,00 % | —        |

### Выборы в Киевский городской совет
Результаты досрочных выборов депутатов Киевского городского совета 25 мая 2008 года
| Партии и блоки  | Партии и блоки | Голоса    | %        | +/−      | Места |
| --------------- | --- | --------- | -------- | -------- | ----- |
|                 | Блок Леонида Черновецкого - Христианско-либеральная партия Украины - Украинская партия «Зелёная планета» - Партия «Женщины Украины»                                                       | 350 680   | 30,45 %  | ▲17,52 % | 43    |
|                 | Блок Юлии Тимошенко - Всеукраинское объединение «Батькивщина» - Украинская социал-демократическая партия - Партия «Реформы и порядок»                                                     | 262 499   | 22,79 %  | ▼1,85 %  | 32    |
|                 | Блок Виталия Кличко - Народный рух Украины - «Европейская столица» - «Украинские социал-демократы»                                                                                        | 122 243   | 10,61 %  | ▲2,10 %  | 15    |
|                 | Блок Литвина - Народная партия - Всеукраинский патриотический союз | 99 084    | 8,17 %   | ▲4,54 %  | 11    |
|                 | Гражданский актив Киева - Либерально-демократическая партия Украины - Народная партия вкладчиков и социальной защиты - Партия развития, правозащиты негосударственных организаций Украины | 68 548    | 5,95 %   | ▲1,94 %  | 8     |
|                 | Партия регионов | 45 491    | 3,95 %   | ▼1,81 %  | 6     |
|                 | Блок Николая Катеринчука - Европейская партия Украины - «Европейская платформа» | 39 973    | 3,47 %   | —        | 5     |
|                 | Блок Александра Омельченко - Социал-демократический союз - Украинская морская партия |           | 2,26 %   | —        | 0     |
|                 | Коммунистическая партия Украины |           | 2,24 %   | ▼0,50 %  | 0     |
|                 | Всеукраинское объединение «Свобода» | 23 971    | 2,08 %   | ▲1,71 %  | 0     |
|                 | Блок «Наша Украина — Народная самооборона» - Народный союз «Наша Украина» - «Народная самооборона»                                                                                        | 23 202    | 2,01 %   | ▼6,84 %  | 0     |
|                 | Украинская народная партия | 2884      | 0,25 %   | ▼1,3 %   | 0     |
|                 | Гражданская партия «Пора» |           | 0,17 %   | ▼8,34 %  | 0     |
| Всего (52,02 %) | Всего (52,02 %) | 1 164 823 | 100,00 % | —        | 120   |